# Ubisoft Film & Television
Ubisoft Film & Television (precedentemente nota come Ubisoft Motion Pictures) è una casa di produzione cinematografica e televisiva fondata nel 2011, divisione della casa sviluppatrice e distributrice videoludica francese Ubisoft.
Si occupa del controllo creativo degli adattamenti cinematografici e televisivi dei videogiochi della casa madre.

## Storia
Nel luglio del 2008, Ubisoft ha acquisito lo studio di effetti visivi Hybride Technologies, con sede in Québec. Ubisoft Motion Pictures è stata fondata nel gennaio del 2011.
La prima produzione dello studio, la serie animata Rabbids: Invasion, viene trasmessa dal 2013, mentre il primo film prodotto da Ubisoft Motion Pictures, Assassin's Creed di Justin Kurzel, verrà distribuito nelle sale a partire dal 21 dicembre 2016. Sono in cantiere anche le trasposizioni di altre serie Ubisoft di successo come Splinter Cell, Watch Dogs e Far Cry.
Nel dicembre 2013, il parco a tema francese Futuroscope ha aperto in attrazione basata sui  Rabbids, Les Lapins Cretins, prodotta da Ubisoft Motion Pictures, Jora Vision e Futuroscope. Nel settembre del 2015, Ubisoft Film & Television ha annunciato che produrrà un parco a tema a Kuala Lumpur, in Malaysia, interamente basato sulle proprietà intellettuali della Ubisoft.

## Filmografia

### Film

#### Pubblicati
| Anno | Titolo                                 | Co-produzione                                                                              | Distribuzione    | Budget      | Incassi     |
| ---- | -------------------------------------- | ------------------------------------------------------------------------------------------ | ---------------- | ----------- | ----------- |
| 2016 | Assassin's Creed                       | New Regency, DMC Film, RatPac Entertainment, Alpha Pictures e The Kennedy/Marshall Company | 20th Century Fox | 125.000.000 | 240.700.000 |
| 2021 | A cena con il lupo - Werewolves Within | Vanishing Angle                                                                            | IFC Films        | 6,500,000   |             |

#### In produzione
| Anno | Titolo                    | Co-produzione                                                 | Distribuzione                              |
| ---- | ------------------------- | ------------------------------------------------------------- | ------------------------------------------ |
| TBA  | Rabbids                   | Mandeville Films e Stoopid Buddy Stoodios                     | Lionsgate                                  |
| TBA  | Just Dance                | Olive Bridge Entertainment                                    | Screen Gems                                |
| TBA  | Splinter Cell: Deathwatch | New Regency e Thunder Road                                    | Paramount Pictures e Warner Bros. Pictures |
| TBA  | Tom Clancy's Ghost Recon  | Bay Films e Platinum Dunes                                    | Warner Bros. Pictures                      |
| TBA  | Tom Clancy's The Division | Nine Stories Productions, Freckle Films e 87North Productions | Netflix                                    |
| TBA  | Beyond Good & Evil        | TBA                                                           | Netflix                                    |

### Serie

#### Pubblicate
| Anno      | Titolo                                  | Co-produzione                                        | Emittente televisiva o Piattaforma di streaming                                        |
| --------- | --------------------------------------- | ---------------------------------------------------- | -------------------------------------------------------------------------------------- |
| 2013-2020 | Rabbids: Invasion                       | TeamTO, France Télévisions e Nickelodeon Productions | Nickelodeon (ep. 1–34, 40–44), Nicktoons (ep. 35–39, 45–in produzione), France 3 e Kix |
| 2020      | Mythic Quest                            | RCG Productions, 3 Arts Entertainment, Lionsgate     | Apple TV+                                                                              |
| 2023      | Captain Laserhawk: A Blood Dragon Remix | Bobbypills, Bootleg Universe                         | Netflix                                                                                |

#### In produzione
| Anno        | Titolo                                 | Co-produzione       | Emittente televisiva o Piattaforma di streaming |
| ----------- | -------------------------------------- | ------------------- | ----------------------------------------------- |
| Live Action |                                        |                     |                                                 |
| TBA         | Assassin's Creed                       | TBA                 | Netflix                                         |
| TBA         | Driver                                 | TBA                 | Binge                                           |
| TBA         | Child of Light                         | TBA                 | TBA                                             |
| TBA         | Skull & Bones                          | Atlas Entertainment | TBA                                             |
| Animazione  |                                        |                     |                                                 |
| TBA         | Tom Clancy’s Splinter Cell: Deathwatch | TBA                 | Netflix                                         |
| TBA         | Assassin's Creed                       | Bootleg Universe    | Netflix                                         |
| TBA         | Far Cry                                | TBA                 | Netflix                                         |
| TBA         | Hungry Shark Squad                     | TBA                 | TBA                                             |
| TBA         | Watch Dogs                             | TBA                 | TBA                                             |
| TBA         | Rayman                                 | TBA                 | TBA                                             |
| TBA         | Starpets                               | TBA                 | TBA                                             |